# Adenomera araucaria
Adenomera araucaria es una especie de anfibio anuro de la familia Leptodactylidae. Es endémica de Brasil. 